# McLaren MP4-30
McLaren MP4-30 je vůz formule 1 týmu McLaren Honda, který byl nasazený pro rok 2015. Vozidlo v této sezóně pilotovali Španěl Fernando Alonso a Brit Jenson Button. Monopost byl představen na trati při testech v Jerezu. Během předsezónních testů byl Fernando Alonso zraněn a pro první závod jej zastoupil Kevin Magnussen. Vůz dále testovali Stoffel Vandoorne a Oliver Turvey.
Jedná se o první monopost McLarenu poháněný motorem Honda od roku 1992. Vůz dostal přezdívku "size zero" pro svou charakteristickou zúženou zadní část. Pohonná jednotka RA615H byla navržena jako velmi kompaktní a s vyšší pracovní teplotou, aby umožnila zabudování do takto malého prostoru. Nejlepším umístěním vozu se stalo Alonsovo 5. místo v Grand Prix Maďarska 2015. Tento závod byl také jediný, který oba vozy McLaren dokončily na bodovaných pozicích. Během sezóny se tým potýkal s nedostatkem výkonu a především s množstvím poruch způsobených pohonnou jednotkou. Analýzy ukázaly, že Honda podcenila technickou náročnost Formule 1 a kvůli omezení vývoje pohonných jednotek během sezóny nemohla opravit některé kritické vady ve svém návrhu.
Za celou sezónu nasbíral McLaren pouhých 27 bodů, což stačilo pouze na 9. místo v Poháru konstruktérů. Button byl v Poháru jezdců klasifikován šestnáctý a Alonso sedmnáctý. Magnussen nebyl klasifikován, protože ve svém jediném závodu neodstartoval pro poruchu pohonné jednotky. Sezóna 2015 byla pro McLaren nejhorší v celé dosavadní historii týmu.

## Pohonná jednotka RA615H
Prostorové omezení šasi konceptu "size zero" vynutilo radikální přístup Hondy včetně použití dodatečného vodního chlazení. Kompletní pohonná jednotka RA615H váží pouhých 145 kg. Turbodmychadlo je rozděleno na dvě části a umístěno vedle tepelné rekuperační jednotky (MGU-H). MGU-H je motor/generátor, který rekuperuje tepelnou energii výfukových plynů do akumulátorů a v motorickém režimu roztáčí turbínu pro omezení zpoždění turboefektu. Radiální kompresor byl umístěn mezi válce v uspořádání do "V". Toto prostorově úsporné uspořádání dosahuje oproti konkurenčním pohonným jednotkám nižšího přetlaku. Limit spotřeby paliva 100 kg/h tuto nevýhodu do určité míry kompenzuje. Kinetická rekuperační jednotka MGU-K je umístěna před motorem a je připojena přímo na klikovou hřídel motoru. Akumulátory pro MGU-H i MGU-K jsou spolu s elektronickou ovládací jednotkou ECU umístěny před motorem. MGU-H i MGU-K jsou schopny získat až 4 MJ (1,1 kWh) energie během každého kola. Pravidla pro sezónu 2015 ovšem omezují zpětné použití energie uložené v bateriích na 2 MJ (0,56 kWh) na jedno kolo.

### Vývoj během sezóny

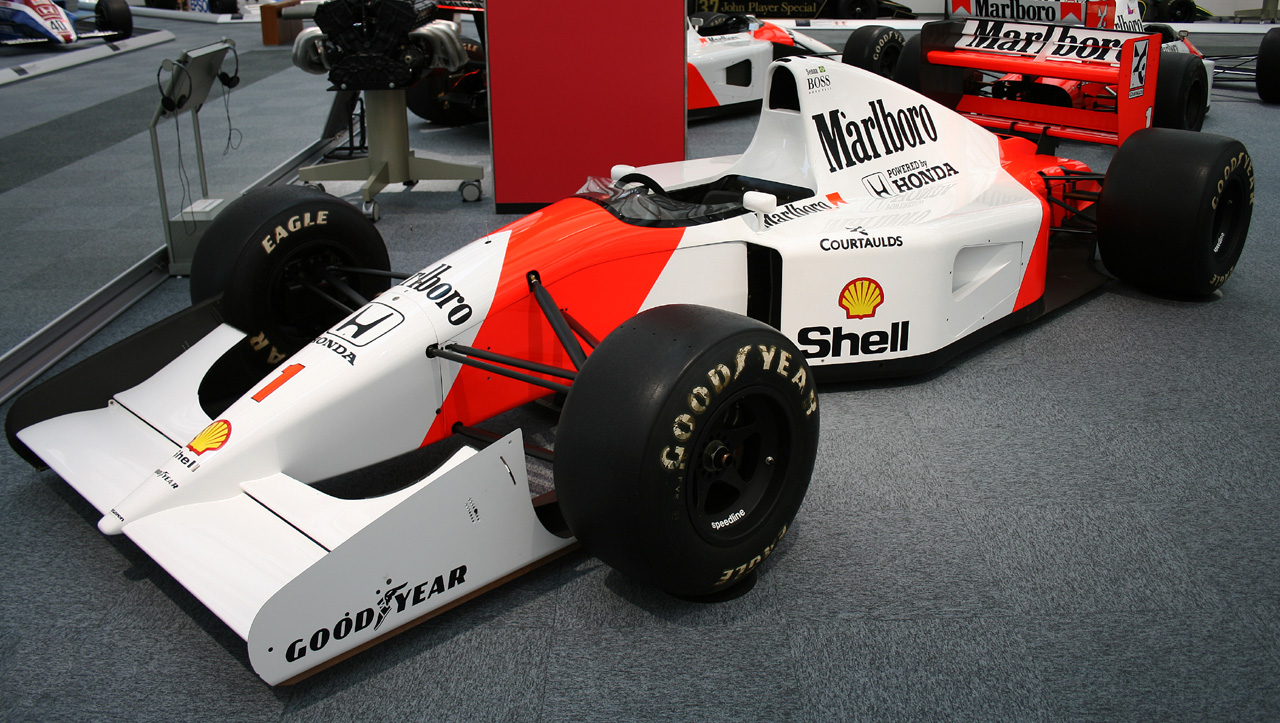
Posledním McLarenem, který závodil s motorem Honda, byl vůz McLaren MP4/7A z roku.

McLaren a Honda dostaly určitou volnost pro vývoj i přes omezení vývoje pro sezónu 2015, než byli nuceni homologovat svou pohonnou jednotku. Pravidla sezóny 2015 rozdělily pohonnou jednotku na 32 oblastí, přičemž Honda dostala povolení pro vývoj 9 oblastí během sezóny. První vylepšení, zaměřené na zvýšení spolehlivosti rekuperačních jednotek, přivezla Honda na Grand Prix Kanady 2015. Uprostřed sezóny se objevily zprávy, že pohonná jednotka dosahuje až o 120 koní (89 kW) nižšího výkonu oproti pohonné jednotce Mercedes PU106B, která byla v sezóně 2015 nejvýkonnější.
Během příprav na Grand Prix Velké Británie 2015 prohlásil Ron Dennis, že tým je povzbuzen aerodynamickými daty a že výkonnostní problémy monopostu MP4-30 jsou způsobeny nedostatkem výkonu motoru a vysokou spotřebou paliva. Éric Boullier doplnil, že největší problém RA615H byla nízká účinnost rekuperačních jednotek a že zlepšením těchto částí by auto dokázalo zrychlit až o několik sekund na kolo - dostatečně na to aby pravidelně bojovalo o pódiové umístění.
Po problémech se spolehlivostí během první poloviny sezóny, Arai prohlásil, že je spokojen s pokrokem Hondy. Po Grand Prix Velké Británie se Honda zaměřila zvyšování výkonnosti. Další zlepšení bylo plánováno na Grand Prix Belgie 2015. Spolu s menšími vylepšeními během sezóny bylo určeno, že Grand Prix Singapuru 2015 bude prvním závodem reprezentujícím výkon nového motoru. Honda předpověděla, že dosáhne výkonu srovnatelného s konkurenční jednotkou Ferrari 059/4. I přes rychlostní deficit o průměrné hodnotě 13,3 km/h v první sezóně ukázaly analýzy, že Honda postupně snižovala ztrátu na motor Renault Energy-F1 2015. Jasuhisa Arai prohlásil, že vnitřní spalovací motor (ICE) převyšuje výkon Renaultu o 25 koní (18,6 kW), ale nadále ztrácí 50 koní (37,3 kW) na Mercedes.
Vylepšení představené v Belgii zahrnovalo úpravy spalovací komory, sání a výfuku zaměřené na snížení namáhání dalších součástí motoru, což umožnilo provozovat je s vyšší účinností. Analýzy mechanických problémů týmu ukázaly, že v návrhu spalovací komory je kritická chyba, která přetěžuje okolní součástky. Také se ukázala nízká účinnost MGU-H, která spotřebovává energii rychleji, než může být ukládána. Toto způsobilo ztrátu až 160 koní (120 kW) výkonu uprostřed kola. Během závodu v Belgii auto rekuperovalo energii na vrcholu rovinky Kemmel - nejrychlejším místě okruhu, kde ostatní auta energii naopak využívaly. Arai dále trval, že Honda má výkonnostní výhodu před Renaultem. Alonso však odhadnul během Grand Prix Itálie 2015, že MP4-30 ztrácel až 3 sekundy na kolo oproti autům s motory Mercedes. Alonso nebyl schopen bránit svou pozici ani proti autům Scuderia Toro Rosso i při otevřeném systému pro snížení odporu (DRS). Tyto komentáře byly první veřejné známky rostoucího napětí mezi McLarenem a Hondou. Objevily se i zprávy, že tým požádal o odvolání Araie. Analýza vývoje konkurenčních týmů ukázala, že Mercedes a Ferrari dokázaly během sezóny zvýšit výkon o dalších 40 koní (29,8 kW) díky vývoji speciálních palivových směsí a změnám ve spalovací komoře pro zlepšení účinnosti spalování paliva. Tato zlepšení vyvážila veškerá zlepšení Hondy, které se tedy nepodařilo stáhnout svou ztrátu.
Třetí a poslední zlepšení začala Honda uvádět před Grand Prix Ruska 2015. Zaměřeny byly na spalovací motor a s ním spojené části výfuku. Cílem bylo zlepšit účinnost MGU-H a postupně uvádět další nové součástky během následujících tří závodů. Pomocné zařízení motoru byly přepracovány za účelem lepšího uložení motoru uvnitř šasi, zatímco axiální kompresor byl nahrazen více konvenčním, ale menším, návrhem. Obtokový ventil turbodmychadla byl přepracován s cílem zlepšit výkonovou křivku motoru. Honda se zaměřila na spalovací motor, protože nedostatky MGU-H nebylo možné adekvátně napravit se zbývajícími možnostmi vývoje v sezóně. Vylepšení dostal Alonso, přičemž Button je měl obdržet o dva závody později při Grand Prix Mexika 2015. Alonso zlepšení pozitivně okomentoval a byl schopen v úvodní fázi závodu dosahovat rychlejších časů, než Lewis Hamilton. Tým dokázal identifikovat potenciál pro zlepšení o 2,5 sekundy na kolo v sezóně 2016 pomocí zlepšení motoru a využití aerodynamických konceptů používaných u ostatních týmů. Button tento optimismus nesdílel a podotknul, že v Mexiku se kvůli velké nadmořské výšce okruhu (2 229 m n. m.) a menší turbíně bude tým opět trápit. Tato obava se potvrdila, nicméně v závěrečné fázi okruhu s nižší náročností na motor byla ztráta McLarenu na Mercedes pouze 0,3 sekundy - nejmenší ztráta během celé sezóny.

### Kritika
Pohonná jednotka RA615H byla široce kritizována celou komunitou F1. Většina kritiky byla zaměřena na projektového manažera Hondy Jasuhisu Araie a pevně rozdělenou strukturu mezi oběma společnostmi. To vedlo k tomu, že Honda vyvíjela motor s minimálním příspěvkem a informacemi od McLarenu. Honda také selhala při získávání odborníků od konkurenčních výrobců Mercedes, Ferrari a Renault. Ke zlepšení nedošlo ani poté co Arai přiznal, že Honda podcenila technické požadavky Formule 1. V reakci na kritiku Arai prohlásil, že "size zero" přístup byl požadavkem McLarenu a že vytvoření dostatečně malého motoru, který by vešel do MP4-30, silně narušilo celkový návrh pohonné jednotky a omezilo další vývoj. Fernando Alonso bránil přístup Hondy názorem, že koncepce motoru RA615H bude pro ostatní výrobce složitá na okopírování. Ron Dennis komentoval celou situaci širším pohledem a přisoudil týmové problémy vícero příčinám včetně vývoje šasi a morálce týmu, nejen výkonnosti pohonné jednotky.
Omezení Hondy na dodávání motorů jednomu týmu přineslo další kritiku. Scuderia Toro Rosso a Manor Marussia byly navrhovány jako možní zákazníci Hondy, což by umožnilo Hondě získat více zkušeností a dat z provozu své pohonné jednotky. Dle Hondy by potřebná infrastruktura pro zásobování dalšího týmu odvedla pozornost od hlavního cíle. Honda dále uvedla, že sezónu 2017 lze považovat jako první, ve které je možné uvažovat o dodávkách motorů pro další tým. McLaren později snížil své výkonnostní cíle z pravidelného umístění na pódiu na pravidelné bodování. Éric Boullier potvrdil, že tým bude čelit snížení rozpočtu pro další sezónu z důvodu mnohem horšího umístění v poháru konstruktérů. Tým původně předpokládal, že se umístí na 5. příčce místo 9. Předpokládaná ztráta byla odhadnuta na 23 milionů amerických dolarů.
Před Grand Prix Japonska 2015 poznamenal Alonso, že nejvyšší výzvou pro tým zůstalo řešení nedostatků pohonné jednotky. Taktéž byl nespokojen s prací na trati, především s nedostatkem jízd v pátečních trénincích, nepřipraveností startovacích procedur a zastávek v boxech a nespolehlivostí dalších součástí monopostu, např. převodovky, které zhoršovaly problémy způsobené motorem. Během závodu v Japonsku Alonso, frustrovaný svou bezbranností proti předjetí, v rádiu označil motor RA615H jakožto "GP2 motor".
I přes zprávy Hondy, že během Grand Prix Maďarska byl motor provozován na maximální výkon, bývalý jezdec a komentátor Sky Sports Martin Brundle vyjádřil názor, že McLaren pracoval na vývojovém programu místo závodění a proto měl jiné cíle než okamžité výsledky. Dle Brundla dosáhla Honda "prvního smysluplného zlepšení" během Grand Prix Ruska 2015, kdy Button kvalifikoval třináctý, polovinu vteřiny za Kvjatem. Nicméně o tři závody později v Mexiku Brundle opět prohlásil, že motor trpěl nedostatkem výkonu, nízkou účinností a nedostatkem spolehlivosti a tudíž, že trpí stejnými problémy jako na začátku sezóny.
Na konci sezóny 2015 opustil Jasuhisa Arai svoji pozici a byl nahrazen Yusuke Hasegawou. Honda se poté zaměřila na vývoj nástupce - pohonné jednotky RA616H.

## Výsledky v sezóně 2015

### Předsezónní testování
McLaren poprvé otestoval pohonnou jednotku Honda ve vývojové verzi svého vozu MP4-29 určeného pro sezónu 2014. Tento vůz obdržel označení "McLaren MP4-29H/1X1" a prošel prvním testem na okruhu v Silverstone. Následně se objevil na posezónních testech na okruhu Yas Marina, kde jej řídil Stoffel Vandoorne. Kvůli opakujícím se problémům zajel vůz pouhých 6 neklasifikovaných kol během celého testu. Během předsezonních testů v Jerezu byl vůz MP4-30 nejpomalejší a kvůli technickým problémům ujel nejméně kol. Během testů v Barceloně byla výkonnost a spolehlivost monopostu MP4-30 podobná. Poslední den testů byl navíc zraněn Fernando Alonso, když po nezvládnutém průjezdu zatáčky opustil trať a narazil do zdi. Při této nehodě utrpěl otřes mozku a krátkodobě upadl do bezvědomí. Ze zdravotních důvodů jej v prvním závodu sezóny nahradil Kevin Magnussen.

### Úvodní závody
Začátek sezóny byl, dle očekávání, pro McLaren velmi náročný. V Austrálii se Button a Magnussen kvalifikovali na konci startovního pole. Pro dosažení potřebné spolehlivosti byl snížen výkon pohonné jednotky. V tzv. "speed trapu" dosahoval Button o 21 km/h nižší rychlost než nejrychlejší vozy. Button nakonec dokončil závod jedenáctý se ztrátou 2 kol jakožto poslední vůz, který dokončil závod. Vůz MP4-30 tak poprvé urazil vzdálenost jednoho závodu bez přestávky. Magnussen kvůli poruše motoru při cestě na startovní rošt neodstartoval, čímž skončilo jeho angažmá v sezóně 2015. V Malajsii byl výkon motoru zvednut a McLaren dovezl první aerodynamické zlepšení. I přesto Alonso a Button kvalifikovali pouze před vozy Manor Marussia, které se prvního závodu vůbec neúčastnili. Kvůli mechanickým problémům ani jeden vůz nedojel do cíle. V Číně byly poprvé oba vozy klasifikovány v cíli, ovšem opět na nebodovaných pozicích. V Bahrajnu zopakoval Alonso nejlepší dosavadní výsledek – 11. místo. Během těchto úvodních závodů nezískal McLaren žádný bod.

### Evropské závody a GP Kanady
.

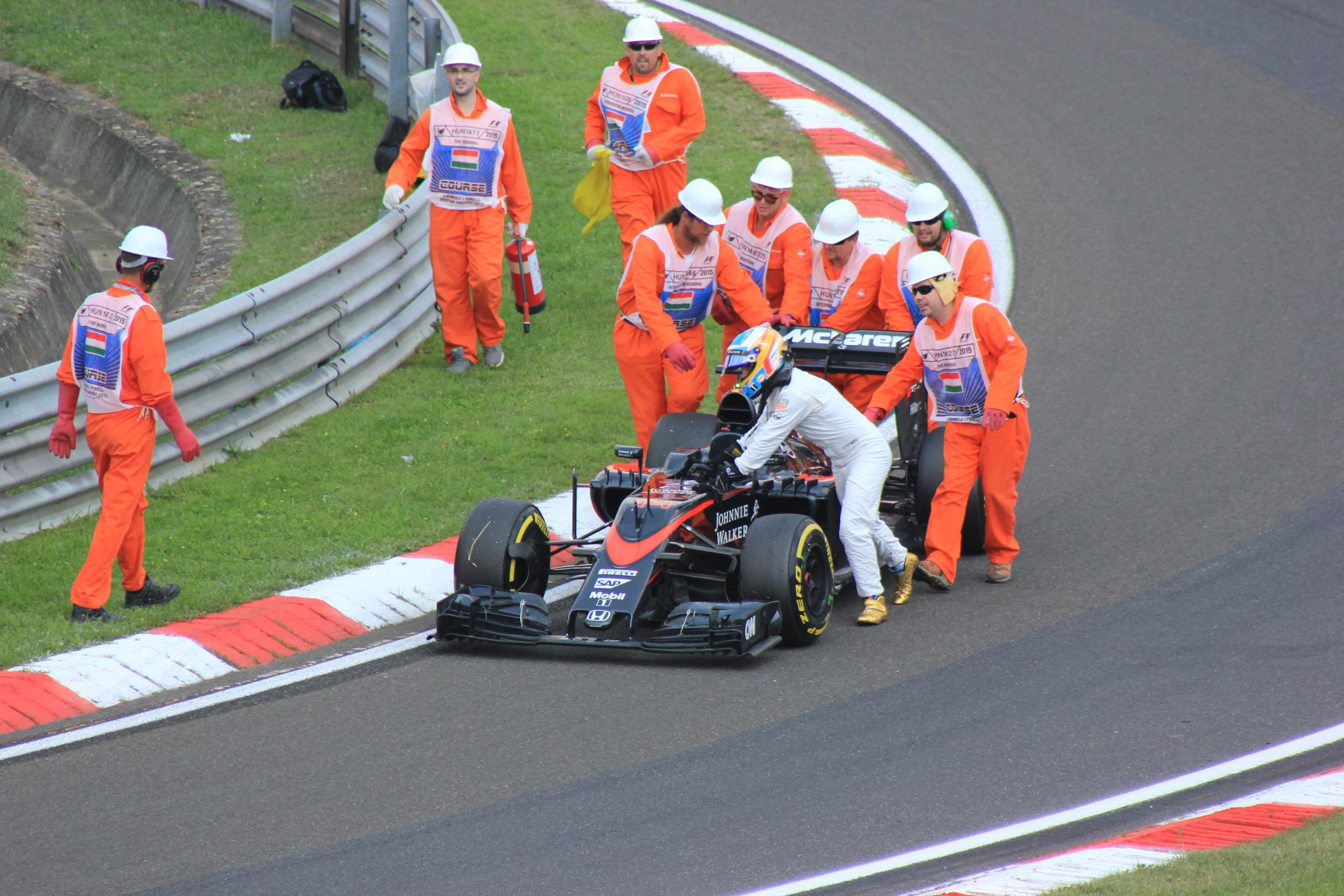
McLaren bojoval s nespolehlivostí motoru během celé sezóny. Na tomto snímku Fernando Alonso tlačí svůj vůz zpět do boxů po selhání motoru během kvalifikace v Maďarsku

Ve Španělsku dojel Button na 16. pozici a Alonso odstoupil kvůli problémům s brzdami. Teprve v Monaku dosáhl McLaren na první body díky Buttonovu 8. místu. Button připsal tento výsledek především důvěře v monopost, díky které mohl agresivněji projíždět zatáčky bez obav ze zablokování kol anebo nárazu podlahy do vozovky. Alonso závod opět nedokončil. V následujících závodech v Kanadě a v Rakousku snížila Honda výkon svého motoru na úroveň úvodního závodu v Austrálii. V Rakousku vyčerpala Honda povolený počet pohonných jednotek na sezónu, což spolu s penalizacemi za výměnu převodovky znamenalo penalizaci 25 míst na startu. McLaren do Rakouska přivezl první velká vylepšení pro svůj aerodynamický balík, nejviditelnější změnou byl nový nos podobný konkurenčním vozům Williams FW37 a Red Bull RB11. Další úpravy byly provedeny v zadní části podlahy. Tato zlepšení obdržel pouze Alonso. Kvůli kolizi mezi Alonsem a Räikkönenem v prvním kole mohl McLaren vyhodnotit tato zlepšení až během následujících testů. Button ze závodu odstoupil v 7. kole kvůli poruše elektroniky. Po čtyřech odstoupeních v řadě získal Alonso svůj první bod sezóny ve Velké Británii.
Po tomto závodě došlo ke zjednodušení pravidel pro penalizace na startu. Hlavní změnou bylo omezení penalizací nanejvýš na posun na konec startovního roštu. Před touto změnou byl zbytek penalizace přenesen do závodu. Na to doplatil v Rakousku ještě před svým odstoupením Button, který byl do začátku závodu kromě samotného odsunu penalizován také průjezdem boxy. Dále bylo odsouhlaseno, že noví výrobci mohou ve své první sezóně použít bez penalizace jednu pohonnou jednotku navíc. Honda se rozhodla této změny využít pro závod v Maďarsku. Díky charakteru Hungaroringu tým předpokládal, že tento okruh bude vozu MP4-30 vyhovovat. I přes další problémy se spolehlivostí ve kvalifikaci nakonec oba jezdci bodovali a vyjádřili spokojenost s monopostem a s vývojem, kterého tým dosáhnul. Do letní pauzy vstupoval McLaren díky tomuto umístění se 17 body a ztrátou pouhých 5. bodů na Sauber.
V Belgii tým záměrně použil u obou jezdců dva nové motory, čímž je odsunul na konec startovního roštu, aby umožnil bezproblémový průběh velkých cen Itálie a Singapuru. Tyto závody považoval tým za rozhodující pro vyhodnocení vývoje motoru. I přes toto opatření musel tým v Itálii opět vyměnit části pohonných jednotek. Oproti původnímu limitu čtyř pohonných jednotek na sezónu už Honda použila devět. V Belgii představil tým další velký balík aerodynamických změn. Tentokrát došlo především k úpravám sání chladicího vzduchu, krytu motoru a k přesunu chladiče rekuperačního systému. Obě auta opět dokončila závod, ale mimo bodované příčky. Button označil výsledek za "trapný", jelikož oba McLareny byly klasifikovány až za Sebastianem Vettelem, který závod nedokončil. Pro závod na Monze se tým vrátil k původnímu nosu pro snížení aerodynamického odporu. Tato změna nepřinesla žádné zlepšení a oba jezdci byli eliminováni již v první části kvalifikace. Oba jezdci byli klasifikování, nicméně Alonso odstoupil těsně před koncem závodu kvůli elektrickému problému. Tento závod byl 50. závodem od posledního vítězství McLarenu v Brazílii 2012.

### Asijská a Americká část
V Singapuru očekával tým dobrý výsledek. Obě auta postoupila do druhé části kvalifikace a během závodu se pohybovala na bodovaných příčkách, nakonec ale oba vozy odstoupili pro poruchu převodovky. Zatímco Buttonovi se převodovka přehřála, Alonsův vůz neustále řadil neutrál. Tento problém se projevil i u dalších týmů. Během víkendu testoval McLaren nové křídlo, které nasadil v dalším závodu v Japonsku. Pro tento závod zvýšilo Pirelli povinný tlak v pneumatikách o 14 kPa v reakci na nehodu Sebastiana Vettela v Belgii. Tato změna zhoršila jízdní vlastnosti MP4-30 a vedla k nedotáčivosti. I přes lepší startovní pozice díky penalizacím ostatních týmů dojely oba vozy mimo bodované pozice. McLaren uznal, že Grand Prix Singapuru byla poslední šance týmu získat body díky vlastní výkonnosti a zaměřil se na vývoj vozu pro další rok. Tým se rozhodl využít charakteristik Autodromu v Soči a během Grand Prix Ruska testoval experimentální aerodynamické části včetně nové konfigurace výfukového systému. Honda do tohoto závodu přivezla další vylepšení své pohonné jednotky. Díky odpadnutí ostatních vozů dokončily oba McLareny závod na bodech, ale Alonso po závodě obdržel penalizaci 5 sekund a byl odsunut na 11. pozici. Další zlepšení představil McLaren i Honda hned v dalším závodě v USA. Změny otevřely širší možnosti nastavení vozu, především jeho sklonu a vedly k zesouladění určitých částí s přístupem ostatních týmů. McLaren díky těmto změnám doufal v zisk bodů. I přes úvodní nehodu s Felipem Massou kroužil Alonso na 5. pozici, ale kvůli ztrátě výkonu dojel až jedenáctý. Výpadek Alonsa posunul Buttona na 6. místo. Pozitivní výsledek nejlepší kvalifikace (11. místo pro Alonsa) a zisk 6 bodů Buttonem byl zastíněn skutečností, že McLaren srovnal svůj dosavadní "rekord" 53. závodů bez vítězství, který stanovil mezi Grand Prix Japonska 1977 a Grand Prix Velké Británie 1981. I přes veškerý dosažený pokrok byli v Mexiku oba jezdci vyřazeni v první části kvalifikace. Button, který stanovil nový rekord pro penalizace – posun o 70 míst na startu, dokončil závod na 14. pozici. Alonso odstoupil v prvním kole kvůli poruše systému ERS, kterou tým odhalil v noci před závodem.
Problémy pokračovaly i v předposledním závodu sezóny v Brazílii, kde Alonso musel dvakrát zastavit na trati během tréninků s opakujícím se problémem na motoru, kvůli kterému se nemohl zúčastnit kvalifikace. Oba jezdci byli, po diskvalifikaci Massy za nesrovnalosti v tlaku pneumatik, klasifikování na 14. a 15. místě. Button později řekl, že rychlostní deficit jednotky RA615H na Interlagosu byl "děsivý" i přes rozsáhlý vývojový program Hondy. V Abú Zabí byl vůz MP4-30 již plnohodnotnou zkušební platformou pro další rok. Více než polovina dílů byla považována za experimentální, včetně úplně nové konfigurace zadního zavěšení. I přes nízkou maximální rychlost (ztráta dosahovala až 30 km/h na nejrychlejší vozy) a přes drobný kontakt s Valtteri Bottasem v boxové uličce dosáhl Button na 12. místo a označil své pocity za "nejlepší za celý rok". Alonso po penalizaci za zavinění nehody s Maldonadem a Nasrem dojel sedmnáctý. McLaren využil této příležitosti pro experiment s plným a trvalým nasazením systému ERS, poprvé v závodních podmínkách. Díky tomu zajel Alonso třetí nejrychlejší kolo závodu se ztrátou menší než 3 desetiny sekundy.

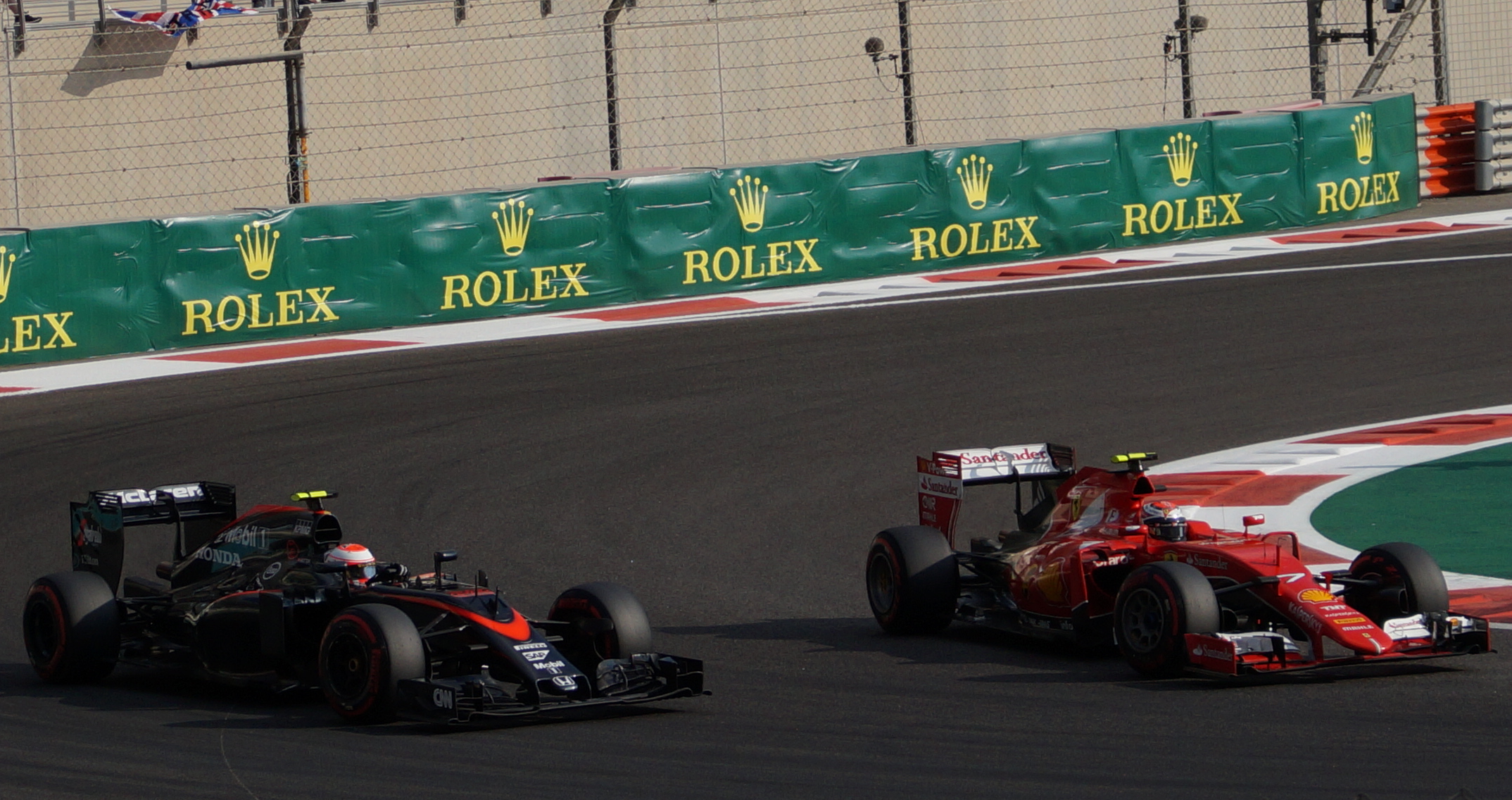
Button (vlevo) bojuje s Räikkönenem v posledním závodě sezóny v Abú Zabí.

### Rekapitulace výsledků
McLaren ukončil sezónu na 9. příčce v Poháru konstruktérů se ziskem 27 bodů, devět bodů za Sauberem. Z devatenácti závodů bodoval vůz MP4-30 pouze v pěti. Nejlepším výsledkem bylo 5. místo v Maďarsku. Tento závod byl také jediným, ve kterém byly oba vozy klasifikovány na bodovaných příčkách. I přes nejlepší umístění v kvalifikaci a v závodě získal Alonso méně bodů než Button. Tato sezóna byla nejhorším výsledkem pro Buttona od roku 2008 a nejhorším výsledkem Alonsa od jeho úvodní sezóny 2001 v týmu Minardi.

### Vyřazení ze soutěže
Po posledním závodě v Abú Zabí byl vůz MP4-30 použit při testech nových pneumatik Pirelli. S vozem jezdil testovací jezdec Vandoorne. Při testu odjel 99 kol a stanovil nejrychlejší čas, kterým o 3 desetiny sekundy překonal ostatní jezdce a o 4 desetiny překonal nejrychlejší kolo závodu. MP4-30 se naposledy objevilo na okruhu Paul Ricard v rámci testů mokrých pneumatik pro sezónu 2016. Poté byl vůz dle pravidel FIA označen za "předchozí auto", stejně jako ostatní monoposty z roku 2015, čímž je omezeno jeho využití v rámci testování a natáčení. Cílem je zabránit nepovolenému testování vzhledem k malým rozdílům v pravidlech mezi roky 2015 a 2016.

### Umístění v sezóně 2015
| Legenda k tabulce | Legenda k tabulce                                                                       |
| Barva             | Výsledek                                                                                |
| ----------------- | --------------------------------------------------------------------------------------- |
| Zlatá             | Vítěz                                                                                   |
| Stříbrná          | 2. místo                                                                                |
| Bronzová          | 3. místo                                                                                |
| Zelená            | Bodované umístění                                                                       |
| Modrá             | Nebodované umístění                                                                     |
| Modrá             | Dokončil neklasifikován (NC)                                                            |
| Fialová           | Odstoupil (Ret)                                                                         |
| Červená           | Nekvalifikoval se (DNQ)                                                                 |
| Červená           | Nepředkvalifikoval se (DNPQ)                                                            |
| Černá             | Diskvalifikován (DSQ)                                                                   |
| Bílá              | Nestartoval (DNS)                                                                       |
| Bílá              | Závod zrušen (C)                                                                        |
| Světle modrá      | Pouze trénoval (PO)                                                                     |
| Světle modrá      | Páteční testovací jezdec (TD)                                                           |
| Bez barvy         | Netrénoval (DNP)                                                                        |
| Bez barvy         | Vyřazen (EX)                                                                            |
| Bez barvy         | Nepřijel (DNA)                                                                          |
| Bez barvy         | Odvolal účast (WD)                                                                      |
| Bez barvy         | Nezúčastnil se (prázdné)                                                                |
| Označení          | Význam                                                                                  |
| Tučnost           | Pole position                                                                           |
| Kurzíva           | Nejrychlejší kolo                                                                       |
| †                 | Jezdec nedojel do cíle, ale byl klasifikován, protože odjel více než 90 % délky závodu. |
| ‡                 | Byl udělován poloviční počet bodů, protože bylo odjeto méně než 75 % délky závodu.      |
| Horní index       | Umístění bodujících jezdců ve sprintu                                                   |

| Rok  | Šasi           | Motor               | Pneu | Jezdci    | 1   | 2   | 3   | 4   | 5   | 6   | 7   | 8   | 9   | 10  | 11  | 12  | 13  | 14  | 15  | 16  | 17  | 18  | 19  | Body | Umístění |
| ---- | -------------- | ------------------- | ---- | --------- | --- | --- | --- | --- | --- | --- | --- | --- | --- | --- | --- | --- | --- | --- | --- | --- | --- | --- | --- | ---- | -------- |
| 2015 | McLaren MP4-30 | Honda RA615H 1.6 V6 | P    |           | AUS | MAL | CHN | BHR | ESP | MON | CAN | AUT | GBR | HUN | BEL | ITA | SIN | JPN | RUS | USA | MEX | BRA | ABU | 27   | 9.       |
| 2015 | McLaren MP4-30 | Honda RA615H 1.6 V6 | P    | Alonso    |     | Ret | 12  | 11  | Ret | Ret | Ret | Ret | 10  | 5   | 13  | 18  | Ret | 11  | 11  | 11  | Ret | DNS | 17  | 27   | 9.       |
| 2015 | McLaren MP4-30 | Honda RA615H 1.6 V6 | P    | Magnussen | DNS |     |     |     |     |     |     |     |     |     |     |     |     |     |     |     |     |     |     | 27   | 9.       |
| 2015 | McLaren MP4-30 | Honda RA615H 1.6 V6 | P    | Button    | 11  | Ret | 13  | Ret | 16  | 8   | Ret | Ret | Ret | 9   | 14  | 14  | Ret | 16  | 9   | 6   | 16  | 17  | 12  | 27   | 9.       |